# Banda K
La Banda K és un segment de l'espectre electromagnètic de microones o ones infraroges. El segment de microones és utilitzat per radar i comunicacions per satèl·lit, el segment infraroig per observacions astronòmiques. La denominació prové de la paraula alemanya «kurz» que significa 'curt-curta.
N'hi ha diverses definicions:
- Una definició obsoleta de l'OTAN refereix a la banda K de freqüències entre 20 i 40 GHz, amb ones d'una longitud de 7,5 a 15 mm, utilitzat durant la Guerra Freda.

- segons l'IEEE és un segment de l'espectre electromagnètic en el rang de freqüències de microones compreses entre 18 i 27 GHz. La banda K entre 18 i 26/5 GHz és fàcilment absorbida pel vapor d'aigua (La freqüència de ressonància de l'aigua H  2  O és de 22.24 GHz, 1.35 cm de longitud d'ona) i convencionalment subdividida en tres sub-bandes:
  - Banda Ka: K-above band, 26.5-40 GHz, sovint utilitzada per radar i comunicacions experimentals.
  - K-band 18-27 GHz
  - Banda Ku: K-under band, 12-18 GHz, sovint utilitzada per a comunicacions via satèl·lit, comunicacions terrestres per microones, i també en radar (especialment per la policia de trànsit en els detectors de velocitat).[3]
- L'astronomia infraroja es refereix a la regió infraroja que ronda els 2/2 micròmetres de longitud d'ona (136 THz) com la Banda K.

## Bandes de microones
L'espectre de microones es defineix usualment com l'energia electromagnètica que va des d'aproximadament 1 GHz fins a 100 GHz de freqüència, encara que un ús més antic inclou freqüències una mica més baixes. La majoria de les aplicacions més comunes es troben dins del rang d'1 a 40 GHz. Les bandes de freqüències de microones, segons la definició de la Radio Society of Great Britain (RSGB), es mostren en el següent quadre :
| banda L  | 1 to 2 GHz     |
| banda S  | 2 to 4 GHz     |
| banda C  | 4 to 8 GHz     |
| banda X  | 8 to 12 GHz    |
| banda Ku | 12 to 18 GHz   |
| banda K  | 18 to 26.5 GHz |
| banda Ka | 26.5 to 40 GHz |
| banda Q  | 30 to 50 GHz   |
| banda U  | 40 to 60 GHz   |
| banda V  | 50 to 75 GHz   |
| banda E  | 60 to 90 GHz   |
| banda W  | 75 to 110 GHz  |
| banda F  | 90 to 140 GHz  |
| banda D  | 110 to 170 GHz |